# Enfermeros obregones

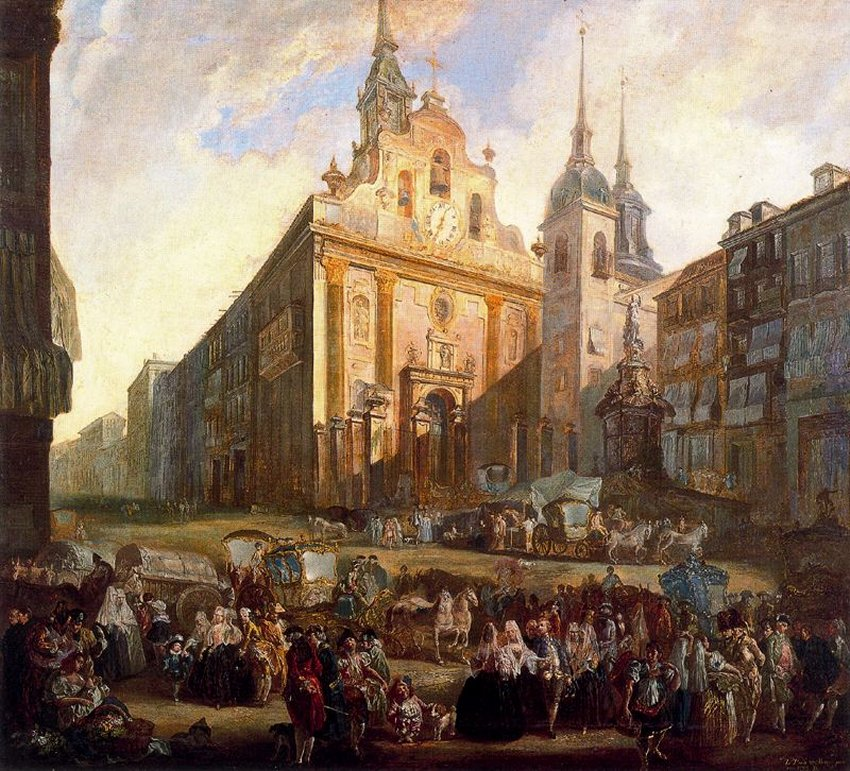
La iglesia del Buen Suceso, que fue de los obregones. A la derecha, se aprecia parte del convento de la Victoria, de los mínimos. Madrid.

Los obregones eran los religiosos de la Mínima Congregación de los Hermanos Enfermeros Pobres. Fue una organización católica para la asistencia en hospitales fundada en España en el siglo XVI por Bernardino de Obregón. Se considera un ejemplo histórico de enfermería.

## Historia
Bernardino de Obregón nació en el monasterio de las Huelgas, en Burgos, en 1540. Al quedar huérfano fue tutelado por su tío, chantre de la catedral de Sigüenza. Tras la muerte de su tío fue tutelado por el obispo de Sigüenza, Fernando Niño de Guevara, que le introdujo en los estudios religiosos.
Posteriormente entró en el ejército, y participó en las campañas militares de Flandes, Italia y Francia.
En 1566, en la calle de Postas de la villa y corte de Madrid, un barrendero le ensució su uniforme y Obregón, indignado, le abofeteó. La humilde actitud del barrendero, pidiéndole perdón, conmovió tanto su ánimo que decidió dejar su cargo y entregarse al cuidado de los enfermos en el hospital de la corte, que entonces se encontraba junto a la Puerta del Sol de Madrid. Entró en la Orden Tercera de San Francisco de Paula, de los mínimos. Con el tiempo, un gran número de personas siguió su ejemplo, encargándose del cuidado de los enfermos. Por ello, en 1568 fundó una congregación para ponerse al servicio de los hospitales españoles. La congregación tomó el nombre de Mínima Congregación de los Hermanos Enfermeros Pobres y en 1569 fue aprobada por el nuncio del papa, Decio Carafa. Entonces la congregación tenía más de cuarenta miembros.
En 1579 Bernardino de Obregón fundó el hospital de Santa Ana, que contó con el apoyo de Felipe II.
En 1587, con bula de Paulo V, se reducen todos los hospitales de la corte a uno: el hospital general de Madrid. La gestión del mismo fue entregada a los obregones.
En 1589 el cardenal y arzobispo de Toledo, Gaspar de Quiroga les dio las reglas de la Orden Tercera de San Francisco de Paula. En 1594 Obregón redactó las constituciones. El hábito de la orden era de color gris con una cruz morada en el lado izquierdo.
Mientras, la congregación se iba extendiendo por otras ciudades de España: Burgos, Guadalajara, Murcia, Nájera, Toledo, Sevilla, Medina del Campo, Belmonte, Cuenca, Alcalá de Henares y otras. Felipe II nombró a Bernardino su limosnero secreto y visitador general de todos hospitales de Madrid. Bernardino rehusó ser visitador general para seguir siendo enfermero. El rey le propuso ser visitador en las principales ciudades de Portugal para reformar sus hospitales, cargo que aceptó. Se trasladó a Lisboa con doce hermanos en 1592. En Portugal, la congregación tuvo nuevos miembros, que atendieron en los hospitales de lugares como Oporto, Setúbal, Braga, Évora y la isla Terceira. La congregación también se extendió por Bélgica y América.
Bernardino atendió a Felipe II en su última enfermedad. Bernardino falleció de peste negra el 6 de agosto de 1599.
Bernardino de Obregón escribió la obra Instrucción de enfermos y consuelo a los afligidos enfermeros. Y verdadera práctica de cómo se han de aplicar los remedios que se enseñan a los médicos, publicada en Madrid en 1607. Este libro fue ampliado por el hermano Andrés Fernández en la edición de 1625. El manual fue editado de nuevo en Zaragoza en 1664, en Madrid en 1680 y nuevamente en Madrid en 1728.
La advocación del Buen Suceso está relacionada con esta congregación. En 1606 dos hermanos del hospital de Madrid, Juan de Fontanet y Guillermo Martínez Rigola, realizaron un viaje a Roma para que el papa autorizara el hábito con el distintivo de la orden. En la sierra de Traiguera, provincia de Castellón, hubo una tormenta y se escondieron entre unas peñas, donde encontraron una imagen de la Virgen. Cuando se la mostraron al papa Paulo V este dijo: "Hermanos, buen suceso habéis tenido en vuestro viaje. Téngalo también vuestra pretensión". Se quitó una cruz de oro que llevaba y se la puso a la Virgen. En 1607 colocaron la imagen en la iglesia del hospital general de Madrid y se creó una hermandad que la tuvo de titular.
La congregación fue objeto de las desamortizaciones y desapareció a mediados del siglo XIX.